# Målerås glasbruk
Målerås glasbruk AB, også kendt som Mats Jonasson Målerås, er et glasværk i Målerås i Nybro kommune, Kalmar län i Småland i det sydlige Sverige. Glasværket blev grundlagt i 1890 som Målerås, og ligger i det område af Småland, der kaldes Glasriget. Målerås stod over for lukning i 1970'erne, men Mats Jonasson og 13 andre lokale indbyggere samlede en startkapital sammen på 250.000 svenske kronor, fik yderligere 100 aktionærer og et banklån, og startede den nye virksomhed op i 1981.